# Щасливий Ладзаро
«Щасливий Ладзаро» (італ. Lazzaro Felice) — копродукційний драматичний фільм 2018 року, поставлений італійською режисеркою Аліче Рорвахер. Світова прем'єра стрічки відбулася 13 травня 2018 року на 71-му Каннському міжнародному кінофестивалі, де вона брала участь в основній конкурсній програмі.

## Сюжет
Ладзаро, молодий селянин виняткової доброти, живе в Інвіолаті, селі, далекому від світу, де панує маркіза Альфонсіна Де Луна. Життя селян завжди залишалося незмінним, вони експлуатуються, і в свою чергу зловживають добротою Ладзаро. Одного літа він заводить дружбу з Танкреді, сином маркізи…

## У ролях
| • Адріано Тардіолі | … | Ладзаро                    |
| • Альба Рорвахер   | … | Антонія, доросла           |
| • Томмазо Раньйо   | … | Танкреді, дорослий         |
| • Лука Чиковані    | … | Танкреді, дитина           |
| • Агнеса Грациані  | … | Антонія, дитина            |
| • Сержі Лопес      | … | Ултімо                     |
| • Наталіно Балассо | … | Нікола                     |
| • Ніколетта Браскі | … | маркіза Альфонсіна Де Луна |
| • Леонардо Нігро   | … |                            |

## Знімальна група
- Автор сценарію — Аліче Рорвахер
- Режисер-постановник — Аліче Рорвахер
- Продюсери — Карло Кресто-Діна, Грегорі Гайош, П'єр-Франсуа Піт, Тиціана Судані, Міхаель Вебер
- Асоційований продюсер — Алессіо Ладзарескі
- Співпродюсер — Олів'є Пере
- Делегований продюсер — Франческа Андреолі
- Лінійний продюсер — Джорджо Гаспаріні
- Оператор — Елен Лувар
- Монтаж — Неллі Кветьє
- Художник-постановник — Еміта Фригато
- Художник з костюмів — Лоредана Бушемі

## Нагороди та номінації
| Список нагород та номінацій                       | Список нагород та номінацій | Список нагород та номінацій                            | Список нагород та номінацій | Список нагород та номінацій | Список нагород та номінацій |
| Кінофестиваль/Кінопремія                          | Рік                         | Категорія                                              | Номінант(и)                 | Результат                   | Дж                          |
| ------------------------------------------------- | --------------------------- | ------------------------------------------------------ | --------------------------- | --------------------------- | --------------------------- |
| Каннський кінофестиваль                           | травень 2018                | Золота пальмова гілка                                  | Щасливий Ладзаро            | Номінація                   | [ 2 ]                       |
| Каннський кінофестиваль                           | травень 2018                | Приз за найкращий сценарій                             | Аліче Рорвахер              | Перемога                    | [ 5 ]                       |
| Єрусалимський міжнародний кінофестиваль           | 2018                        | Приз «У дусі свободи»                                  | Щасливий Ладзаро            | Перемога                    |                             |
| Мюнхенський кінофестиваль                         | 2018                        | Приз ARRI/OSRA за найкращий міжнародний фільм          | Щасливий Ладзаро            | Номінація                   |                             |
| Італійський національний синдикат кіножурналістів | 2018                        | «Срібна стрічка» за найкращий фільм                    | Щасливий Ладзаро            | Номінація                   |                             |
| Італійський національний синдикат кіножурналістів | 2018                        | «Срібна стрічка» найкращій акторці другого плану       | Ніколетта Браскі            | Номінація                   |                             |
| Італійський національний синдикат кіножурналістів | 2018                        | «Срібна стрічка» за найкраще художнє оформлення фільму | Еміта Фригато               | Номінація                   |                             |
| 62-й Лондонський кінофестиваль                    | 2018                        | Приз за найкращий фільм — Офіційна програма            | Щасливий Ладзаро            | Номінація                   |                             |
| 51-й Кінофестиваль у Сіджасі                      | 2018                        | Приз за найкращий фільм                                | Щасливий Ладзаро            | Номінація                   |                             |
| 51-й Кінофестиваль у Сіджасі                      | 2018                        | Спеціальний приз журі                                  | Щасливий Ладзаро            | Перемога                    |                             |
| 51-й Кінофестиваль у Сіджасі                      | 2018                        | Нагорода журі Carnet Jove                              | Щасливий Ладзаро            | Перемога                    |                             |
| 51-й Кінофестиваль у Сіджасі                      | 2018                        | Премія Жозе Луїса Гарнер від критиків                  | Щасливий Ладзаро            | Перемога                    |                             |
| Європейський кіноприз                             | 15.12.2018                  | Найкращий європейський фільм                           | Щасливий Ладзаро            | Номінація                   | [ 6 ]                       |
| Європейський кіноприз                             | 15.12.2018                  | Найкращий режисер                                      | Аліче Рорвахер              | Номінація                   | [ 6 ]                       |
| Європейський кіноприз                             | 15.12.2018                  | Найкраща акторка                                       | Альба Рорвахер              | Номінація                   | [ 6 ]                       |
| Європейський кіноприз                             | 15.12.2018                  | Найкращий сценарист                                    | Аліче Рорвахер              | Номінація                   | [ 6 ]                       |
| Європейський кіноприз                             | 15.12.2018                  | Нагорода «European University Film Award»              | Щасливий Ладзаро            | Перемога                    | [ 7 ]                       |
| Премія «Сан Жорді»                                | 2019                        | Найкращий іноземний фільм                              | Щасливий Ладзаро            | Перемога                    |                             |